# Mark Boswell
Mark Boswell (Mandeville, 28 juli 1977) is een Canadese oud-hoogspringer. In deze discipline werd hij meervoudig Canadees kampioen.

## Loopbaan
Boswell groeide op in Jamaica. Hij probeerde alle atletiekonderdelen, zelfs kogelstoten, maar deed niet aan hoogspringen, omdat ze geen landingsmatten hadden. Hij verhuisde in 1988 naar Canada en begon toen alsnog met hoogspringen. Hij zat op de Central Peel High School in het Canadese Brampton, waar hij geld inzamelde om mee te kunnen doen aan de wereldkampioenschappen voor junioren in Sydney. Hij reisde af en werd in 1996 wereldjuniorenkampioen met een sprong van 2,24 m. Hierna studeerde op de Universiteit van Texas in Austin.
Op het wereldkampioenschappen van 1999 in Sevilla behaalde hij een zilveren medaille met een persoonlijk record van 2,35 achter de Rus Vjatsjelav Voronin (2,37) en voor de Duitser Martin Buss (2,32).
In 2002 en 2006 won Mark Boswell een gouden medaille op de Gemenebestspelen. Andere belangrijke prestaties zijn een zevende plaats op de Olympische Spelen van Athene in 2004, een zesde plaats op de Olympische Spelen van Sydney in 2000 en een bronzen medaille op het WK van 2003 in Parijs.
In 2013 werd hij opgenomen in de Hall of Fame van de Canadese atletiekbond.

## Titels
- Gemenebestkampioen hoogspringen - 2002, 2006
- Pan-Amerikaanse Spelen kampioen hoogspringen - 1999
- Canadees kampioen hoogspringen - 1997, 2000, 2001, 2002, 2003, 2004
- NCAA-indoorkampioen hoogspringen - 1999, 2000
- Wereldjuniorenkampioen hoogspringen - 1996

## Persoonlijke records
| Onderdeel              | Prestatie      | Datum            | Plaats       |
| ---------------------- | -------------- | ---------------- | ------------ |
| hoogspringen (outdoor) | 2,35 m (ex-NR) | 23 augustus 1999 | Sevilla      |
| hoogspringen (indoor)  | 2,33 m         | 10 maart 2000    | Fayetteville |

## Palmares

### hoogspringen
Kampioenschappen
- 1996:  WK U20 - 2,24 m
- 1999:  Pan-Amerikaanse Spelen - 2,25 m
- 1999:  WK - 2,35 m
- 1999:  Universiade - 2,30 m
- 2000: 6e OS - 2,32 m
- 2001: 12e WK indoor - 2,20 m
- 2001:  Jeux de la Francophonie - 2,31 m
- 2001: 6e WK - 2,25 m
- 2002:  Gemenebestspelen - 2,22 m
- 2002: 5e Grand Prix - 2,28 m
- 2002:  Wereldbeker - 2,29 m
- 2003: 5e WK indoor - 2,25 m
- 2003:  WK - 2,32 m
- 2003: 7e Wereldatletiekfinale - 2,27 m
- 2004:  Wereldatletiekfinale - 2,30 m
- 2004: 7e OS - 2,29 m
- 2005: 4e WK - 2,29 m
- 2006:  Gemenebestspelen - 2,26 m

Golden League-podiumplaatsen
- 2000:  Golden Gala - 2,35 m
- 2000:  ISTAF - 2,32 m
- 2002:  Golden Gala - 2,35 m
- 2002:  Weltklasse Zürich - 2,33 m
- 2003:  Golden Gala - 2,31 m